# Мужская сборная СССР по хоккею на траве
Мужская сборная СССР по хоккею на траве — мужская сборная по хоккею на траве, представлявшая СССР на международной арене до 1990-х годов. Управляющим органом сборной выступала Федерация хоккея с мячом и хоккея на траве СССР.

## Результаты участия в международных соревнованиях

### Летние Олимпийские игры
- Москва 1980 —
- Сеул 1988 — 7-е место

### Чемпионаты мира
- 1982 — 6-е место
- 1986 — 4-е место
- 1990 — 6-е место

### Чемпионаты Европы
- 1970 — 14-е место
- 1978 — 9-е место
- 1983 —
- 1987 — 4-е место
- 1991 — 4-е место

### Трофей чемпионов
- 1982 — 6-е место
- 1987 — 8-е место
- 1988 — 4-е место
- 1990 — 5-е место
- 1991 — 6-е место

## Тренеры
- Айрих, Эдуард Фердинандович (1975—1987)[1]